# West Richland (Washington)
West Richland je grad u američkoj saveznoj državi Washington. Prema popisu stanovništva iz 2010. u njemu je živjelo 11.811 stanovnika.